# Вільні, озброєні і небезпечні
«Вільні, озброєні і небезпечні» (італ. Liberi armati pericolosi) ― детективний фільм 1976 року режисера Ромоло Геррієрі.

## Сюжет
«Блондин», «Джо» та «Луїс» ― друзі з хорошої родини міланської буржуазії. Щоб подолати нудьгу, вони беруть участь у серії все більш небезпечних трюків — від крадіжки до агресії, від пограбування до вбивства. Троє, однак, не можуть добре приховати свої сліди, і за короткий час поліція ідентифікує їх: у ломбардській сільській місцевості починається довга погоня, де троє хлопців також тягнуть за собою Лею, дівчину «Луїса». 

## В ролях
- Томас Міліан: комісар;
- Макс Деліс: Луїджі Моранді, «Луїс»;
- Елеонора Джорджі: Леа;
- Стефано Патріці: Маріо Фарра, «блондин»;
- Бенджамін Лев: Джованні Етрускі, «Джо»;
- Дієго Абатантюоно: Луісіо;
- Антоніо Гвіді: начальник фальшивомонетників.